# Pequena Paz da Igreja

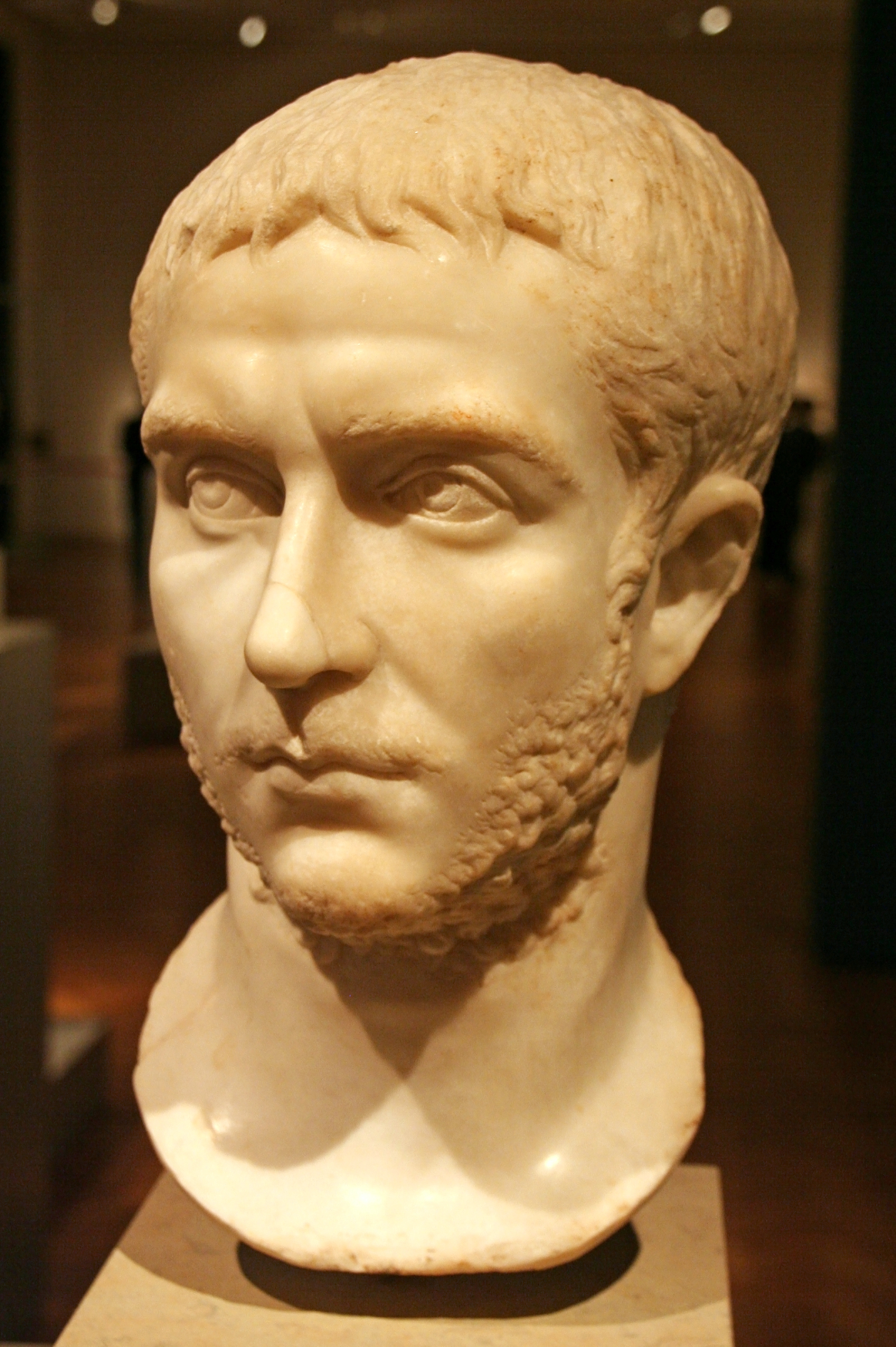
Galiano (253–60 d.C, Museu Altes)

Na história do Império Romano, a "Pequena Paz da Igreja" foi um período de aproximadamente 40 anos no século III, quando o cristianismo floresceu sem a repressão oficial do governo central. Está particularmente associado ao reinado de Galiano (253–268), que emitiu a primeira declaração oficial de tolerância em relação aos cristãos. Entre a série de decretos imperiais que interromperam os atos de perseguição contra os cristãos, um dos endereçados aos bispos do Egito sobreviveu, reconhecendo os locais de culto e cemitérios como propriedade eclesiástica e restaurando-os à propriedade cristã. A Igreja pediu pela primeira vez até um imperador romano para arbitrar uma disputa interna. Em 272, depois que Paulo de Samósata foi acusado de heresia, mas se recusou a ser deposto como bispo de Antioquia, Aureliano decidiu a favor de seu sucessor, que estava em boa posição na hierarquia da igreja.
A "pequena" paz da Igreja, descrita principalmente por Eusébio, é preliminar à "paz da Igreja" final introduzida pela conversão de Constantino I.

## Coexistência
Durante esse período, as comunidades cristãs se tornaram mais integradas à sociedade romana nas províncias. A possibilidade de integração havia sido reconhecida por alguns intelectuais cristãos desde o século II: Taciano, um convertido sírio ao cristianismo, sustentava que toda a humanidade deveria compartilhar um código de lei e uma organização política - uma atitude cristã que conduzia à coexistência com Império. O objetivo da unidade estava refletido na Constituição Antoniniana, também conhecida como Edito de Caracala, que em 212 d.C. havia estendido a cidadania romana universal a todos os habitantes livres do Império. As práticas intelectuais associadas ao Segundo Sofista foram adotadas por apologistas cristãos, que se baseavam nas técnicas retóricas das classes educadas para argumentar que elas não representavam ameaça à ordem social. A "pouca paz" ajudou a consolidar o desenvolvimento do discurso cristão da maneira helenística. As condições também eram mais favoráveis para atrair convertidos cristãos.
Eusébio de Cesareia, que cresceu durante a paz, contrastou com o tempo em que escreveu: 
 "Está além de nossa capacidade de descrever de maneira adequada a extensão e natureza da glória e liberdade com que a palavra de piedade para com o Deus do universo, proclamada ao mundo através de Cristo, foi honrada entre todos os homens, gregos e bárbaros., antes da perseguição em nossos dias." 

## Fim da paz
Essa coexistência pacífica chegou ao fim durante o reinado de Diocleciano (284-311). Os esforços de Diocleciano para promover a estabilidade e a unidade do Império após a crise do século III incluíram a imposição da conformidade religiosa, uma vez que os cidadãos expressaram sua lealdade através da participação na religião pública de Roma. Os cristãos eram vistos como incapazes de cumprir suas obrigações como cidadãos romanos, e o edito de 303 resultou na "Grande" Perseguição. Galério interrompeu as perseguições em 311 com um decreto que obrigava os cristãos a apoiar o estado (res publica) por meio de suas próprias formas de culto. 